# أغكند قرة خضر
أغكند قرة خضر هي قرية في مقاطعة ملكان، إيران. عدد سكان هذه القرية هو 540 في سنة 2006.